# Schinus longifolius
El Molle, Schinus longifolius (Lindl.) Speg.  Es un árbol de poca altura con follaje glauco ceniciento y copa irregular. Ramas agudo espinosas. Su distribución natural comprende el sur del Brasil, noreste de Argentina, Uruguay y Paraguay. 

## Descripción
Árbol polígamo-dioico, a veces de porte arbustivo, siempreverde de 2-5 m de altura.  ramificado casi desde la base. Tronco color pardo grisáceo, tortuoso. Terminación de las ramas agudo espinosas (similar a una espina).Hojas espatuladas dispuestas en fascículos, alternas, simples, alargadas, cortamente pecioladas. Inflorescencias en racimos de pequeñas flores blanco amarillentas; frutos en forma de drupas globosas violáceas de unos 5 mm de diámetro. Hojas agrupadas en ramitas cortas, con forma de espátula, de entre 2,5 y 7 cm de largo por 0,5 y 1,5 cm de ancho Florece en primavera. Inflorescencias axilares. Flores blanquecinas amarillas,  4-5 mm de diámetro, en glomérulos de 1 cm de longitud,  4-5 sépalos y pétalos (masculinas con 10 estambres, 5 mayores que los restantes, las femeninas con estaminodios y 3 estilos). Fruto drupa globosa, 3-7 mm de diámetro, violácea oscura a negra azulada. Fructifica en verano. Se multiplica muy bien por semillas. Especie sumamente resistente y rústica. Tiene uso medicinal.     

## Ecología
Se desarrolla en los bordes de los bosques ribereños, bosques xerófilos y tierras altas (bosques de serranías).
Sus flores atraen a diversos polinizadores y sus drupas,frutos carnosos, a aves frugívoras.

### Interacciones con insectos
Esta especie y otras de su mismo género, Schinus, suele tener relación con insectos herbívoros que cumplen parte de su ciclo de vida en el árbol, alimentándose de él.  La planta encapsula sus huevos y forma agallas, que se visualizan en las hojas mediante un color rojizo que suele confundirse con frutos y en los tallos forman agallas esféricas, conocidas como los "matecitos del molle".
Existen varias especies de cecidógenas de la familia Cecidosidae (Lepidoptera),que inducen la formación de agallas. En respuesta a la instalación de la larva del insecto, el árbol produce estructuras producto del crecimiento anormal de tejidos que envuelven la larva y le ofrecen alimento y protección.
Cecidoses eremita Curtis y Eucecidoses minutanus Brèthes son dos de las "polillas" productoras de agallas en los molles. Un porcentaje elevado de molles presenta agallas. Por otra parte los lepidópteros o polillas tienen sus enemigos naturales, son avispas parasitoides que parasitan y matan a las polillas 

## Taxonomía
Schinus longifolius fue descrito por (Lindl.) Speg.  y publicado en Catálogo Descriptivo de las Maderas que se Exhibieron en la Exposición Internacional Agricultura 413. 1910.

## Etimología
Schinus es el nombre griego del lentisco: arbolito perenne de esta misma familia; 
longifolius: epíteto griego de longi = largos; y  folius = hojas, por la presencia de hojas alargadas. 

## Sinonimia
- Duvaua longifolia Lindl.
- Schinus dependens var. alfa Engl.[9]

## Nombres comunes
- Molle, incienso, tabanero, trementina, árbol de los matecitos.